# Buljarica
Buljarica (srbsky Буљарица) je vesnice a přímořské letovisko v Černé Hoře. Je součástí opčiny města Budva, od něhož leží asi 19 km jihovýchodně. V roce 2011 zde žilo 205 obyvatel.
Vesnice je známá díky své 2,25 km dlouhé stejnojmenné pláži (ta však z části patří k vesnici Kaluđerac), která je největší v Budvanské riviéře. V Buljarici, severně od silnice M-1, která jí prochází, se nachází klášter Gradište, založený v roce 1116.